# Nicella gracilis
Nicella gracilis is een zachte koraalsoort uit de familie Ellisellidae. De koraalsoort komt uit het geslacht Nicella. Nicella gracilis werd in 2007 voor het eerst wetenschappelijk beschreven door Cairns. 